# Relicina sipmanii
Relicina sipmanii är en lavart som beskrevs av Elix. Relicina sipmanii ingår i släktet Relicina och familjen Parmeliaceae.   Inga underarter finns listade i Catalogue of Life.